# Tito Verginio Tricosto Celiomontano (cónsul 496 a. C.)
Tito Verginio Tricosto Celiomontano  fue un político y militar romano del siglo V a. C. perteneciente a la gens Verginia.

## Familia
Verginio fue miembro de los Verginios Tricostos, una rama familiar patricia de la gens Verginia. Fue hermano de Aulo Verginio Tricosto Celiomontano y padre de Tito Verginio Tricosto Celiomontano.

## Carrera pública
Obtuvo el consulado en el año 496 a. C., cuando tuvo lugar la batalla del Lago Regilo, en la que participó al frente del ala derecha del ejército.